# Earls Court Exhibition Centre
Earls Court Exhibition Centre – nieistniejący od 2014 zespół dwóch połączonych hal widowiskowo-wystawowych w dzielnicy Earl’s Court w Londynie, położonych na terenie Royal Borough of Kensington and Chelsea oraz Hammersmith and Fulham. W czasie Letnich Igrzysk Olimpijskich 2012 był miejscem rozgrywania męskiego i żeńskiego turnieju siatkarskiego. Teren ma być użyty do budowy luksusowej dzielnicy przed 2033.

## Historia
Pierwsza hala (pod koniec określana jako "Earls Court One") została wzniesiona w latach 1935-1937 w stylu Art déco przez amerykańskiego architekta, C. Howard Crane, na rozległym historycznym terenie wystawowym otwartym w 1887 roku, kiedy to Królowa Wiktoria odwiedziła amerykański "Wild West Show". Obiekt miał stać się najważniejszym w Wielkiej Brytanii miejscem wystaw i targów, służących rozwojowi gospodarki. Wewnątrz hali znalazł się m.in. basen o wymiarach 60x30 metrów, który po wypompowaniu wody mógł być wypełniony specjalną konstrukcją, za sprawą której w niemal niezauważalny dla odwiedzających sposób stawał się częścią podłogi, zwiększając znacząco powierzchnię użytkową budynku. Cała operacja "likwidacji" lub "przywrócenia" basenu zajmowała cztery doby. 
W latach 30. w hali odbywały się liczne targi, ale także m.in. turniej narciarski, na potrzeby którego w jej wnętrzu zbudowano sztuczny stok. W czasie II wojny światowej obiekt został zmilitaryzowany i służył jako miejsce napraw balonów wojskowych. Po wojnie hala odzyskała swój wystawienniczy charakter, a dodatkowo od lat 70. gościła coraz liczniejsze koncerty gwiazd muzyki popularnej, a także m.in. produkcje operowe. W 1991 otwarta została druga hala, "Earls Court Two", połączona z pierwszą fragmentem ściany, którą można było łatwo rozmontować i uzyskać przez to jeden olbrzymi obiekt. W listopadzie 2011 nowsza hala była miejscem wyborów Miss World.
W hali dawały koncerty największe gwiazdy jak The Rolling Stones, Queen, Led Zeppelin, Pink Floyd, Genesis, Iron Maiden, Metallica.

### Earls Court ofiara "regeneracji"
Już od 2006 kandydat na burmistrza Londynu, Boris Johnson prowadził politykę przeniesienia centrum gospodarki stolicy na wschód miasta w rejon dawnej dzielnicy portowej (Docklands). Jednocześnie porozumienie się z Konserwatystami w Kensington and Chelsea oraz w sąsiednim London Borough of Hammersmith and Fulham doprowadziło wraz z deweloperami do planu rozebrania obu hal i do kupna pobocznych osiedli mieszkalnych od rady miejskiej aby stworzyć "największą regenerację urbanistyczną w Europie". Kiedy Johnson został wybrany na konserwatywnego burmistrza Londynu w 2008 projekt na zburzenie Earls Court wyszedł na jaw i zaczął się ruch opozycyjny, "Save Earl's Court", aby zachować historyczny zabytek wystawowy jak również jego roczne dochody dwu bilionowe z międzynarodowych imprez i aby ochronić 3000 mieszkańców spółdzielczych od przymusowego wysiedlenia. Wybory lokalne w 2014 zmieniły rządy w Hammersmith and Fulham na Labourzystów, ale za późno żeby ocalić hale. W międzyczasie English Heritage odmówiło zarejestrowania obiektu zabytkowego. W 2017 zakończyło się rozebranie hal. W 2016 Brexit dodał niepewności całemu projektowi.

## Londyn 2012
W czasie Letnich Igrzysk Olimpijskich 2012 obiekt był areną wszystkich meczów siatkarskich. Boisko główne oraz trybuny na 15 tysięcy widzów znalazły w hali Earls Court One, natomiast druga hala pomieściła całe zaplecze turnieju, m.in. dwa boiska treningowe i centrum prasowe.

## Galeria

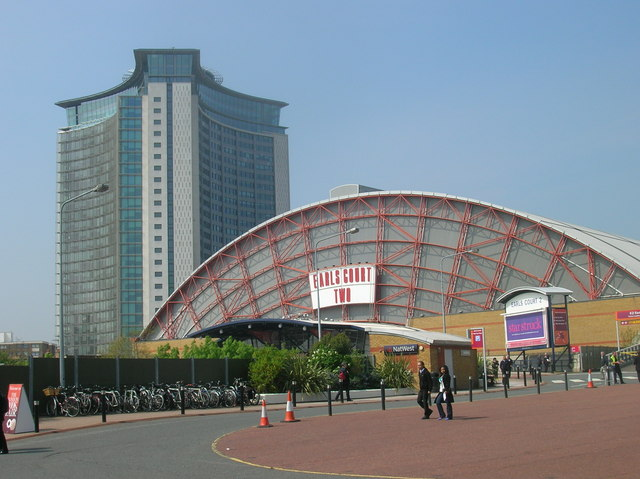
Hala Earls Court Two (po prawej) oraz biurowiec Empress State Building
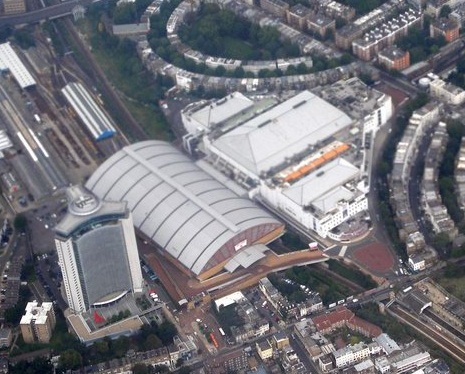
Widok z lotu ptaka: po prawe Earls Court One, w środku Earls Court Two, po lewej Empress State Building
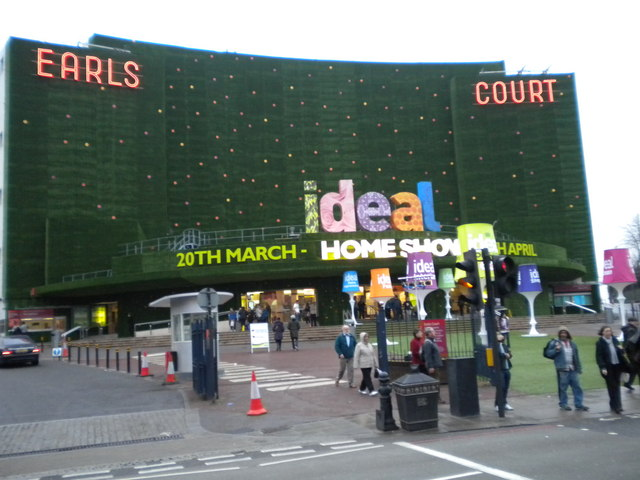
Fasada Earls Court One udekorowana na zielono podczas targów artykułów dla domu w marcu 2010
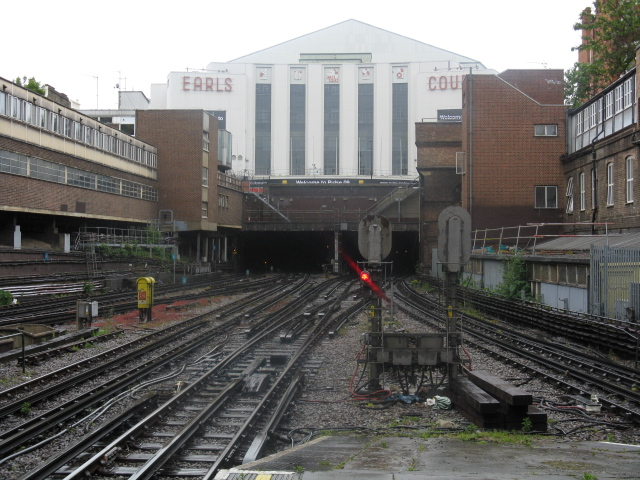
Linie kolejowe i metra biegnące pod halą
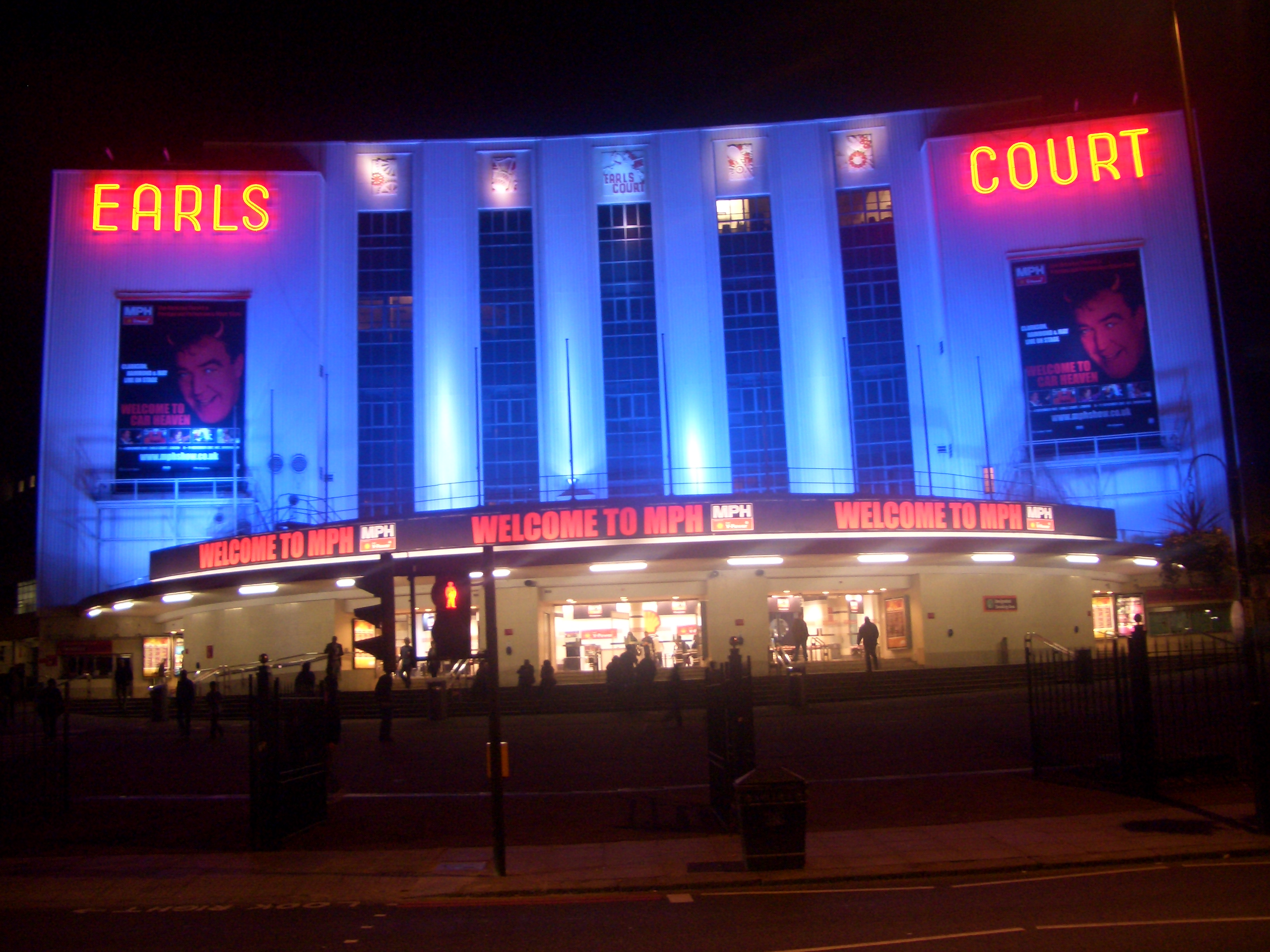
Główna fasada po zmroku
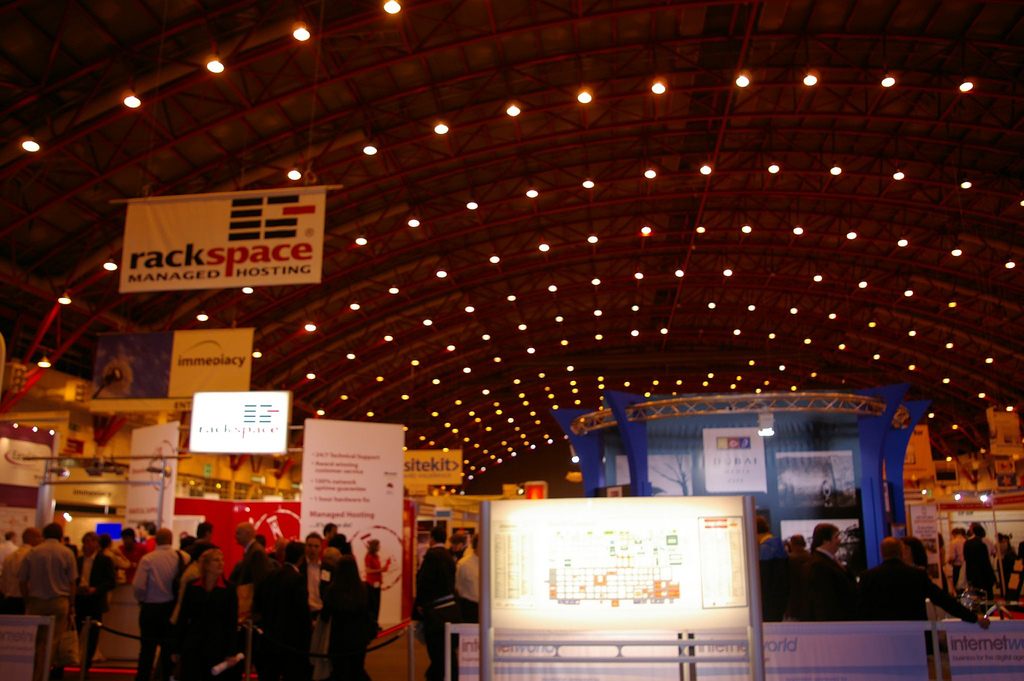
Wnętrze Earls Court Two w czasie imprezy targowej